# Erlenbach (Heilbronni járás)
Erlenbach település Németországban, azon belül Baden-Württembergben. Lakosainak száma 5209 fő (2023. december 31.).

## Népesség
A település népessége az elmúlt években az alábbi módon változott:
| Lakosok száma | 2998 | 3442 | 3482 | 3586 | 3778 | 4386 | 4745 | 4867 | 4915 | 5209 |
|               | 1961 | 1967 | 1974 | 1980 | 1987 | 1993 | 2000 | 2006 | 2013 | 2023 |